# Dálnice A14 (Rakousko)
Dálnice A14 (německy Autobahn A14 nebo Rheintal/Walgau Autobahn) je 61 kilometrů dlouhá rakouská dálnice. Začíná na rakousko-německých hranicích u Hörbranzu, Pfändertunnelem o délce 6,7 km obchází Bodamské jezero a Bregenz a údolím Rýna vede Vorarlberskem na jih. Poblíž Bludenzu volně přechází na rychlostní silnici S16.
Výstavba dálnice údolím Rýna byla plánována již ve 30. letech 20. století, k její realizaci ovšem nedošlo. Počátek stavby současné dálnice A14 je datován do roku 1973, kdy byly zahájeny práce na tunelu Pfändertunnel u Bregenzu. Jeden jeho tubus pro obousměrný provoz byl otevřen v roce 1980. Následovala stavba dálnice směrem na jih k Feldkirchu a realizace se dočkal i úsek vedený údolím Walgau mezi Frastanzem a Bludenzem. V roce 1985 začali motoristé jezdit i po propojovacím článku mezi oběma oddělenými úseky – 3,1 km dlouhém tunelu Ambergtunnel mezi Feldkirchem a Franstanzem. Druhý tubus Pfändertunnelu byl uveden do provozu v polovině roku 2012, a přejal veškerou dopravu, čímž mohla být zahájena renovace původního tubusu. Oboustranný provoz oběma tubusy byl zahájen 3. srpna 2013.